# Ha Hyung-Joo
Ha Hyung-Joo (en coreano: 하형주; 3 de junio de 1962) es un deportista surcoreano que compitió en judo.
Participó en dos Juegos Olímpicos de Verano en los años 1984 y 1988, obteniendo una medalla de oro en la edición de Los Ángeles 1984 en la categoría de –95 kg. En los Juegos Asiáticos de 1986 consiguió una medalla de oro.
Ganó tres medallas en el Campeonato Mundial de Judo entre los años 1981 y 1987, y dos medallas en el Campeonato Asiático de Judo de 1981.

## Palmarés internacional
| Juegos Olímpicos    | Juegos Olímpicos             | Juegos Olímpicos  | Juegos Olímpicos |
| Año                 | Lugar                        | Medalla           | Categoría        |
| ------------------- | ---------------------------- | ----------------- | ---------------- |
| 1984                | Los Ángeles (Estados Unidos) | Medalla de oro    | –95 kg           |
| Campeonato Mundial  |                              |                   |                  |
| Año                 | Lugar                        | Medalla           | Categoría        |
| 1981                | Maastricht (Países Bajos)    | Medalla de bronce | –95 kg           |
| 1985                | Seúl (Corea del Sur)         | Medalla de plata  | –95 kg           |
| 1987                | Essen (RFA)                  | Medalla de bronce | –95 kg           |
| Juegos Asiáticos    |                              |                   |                  |
| Año                 | Lugar                        | Medalla           | Categoría        |
| 1986                | Seúl (Corea del Sur)         | Medalla de oro    | –95 kg           |
| Campeonato Asiático |                              |                   |                  |
| Año                 | Lugar                        | Medalla           | Categoría        |
| 1981                | Yakarta (Indonesia)          | Medalla de oro    | Abierta          |
| 1981                | Yakarta (Indonesia)          | Medalla de plata  | –95 kg           |